# 탑

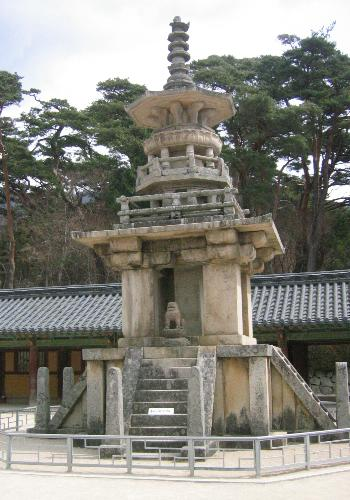
석공의 슬픈 사랑 이야기가 담긴 불국사의 다보탑도 종교적인 목적(불교)으로 건축된 것이다.

탑(塔) 또는 타워(영어: tower)는 뾰족하게 높이 세운 건축물을 뜻하며 단층 또는 여러 층으로 되어 있다.

## 어원
한국어에서 탑은 산스크리트어(범어)의 스투파(स्तूप, stūpa)에서 기원한다. 이는 고대 인도에서 온 말로 돔 형태로 만든 흙 무덤을 지칭했던 말이었으며, 불교가 중국을 거쳐오면서 솔도파(窣都婆)로 음차되었고 이것이 줄어 오늘날에 쓰이는 탑파(塔婆), 탑(塔)이 되었다.
영어의 타워(tower)는 고대 영어에서는 torr에서 어원을 찾을 수 있는데 이는 고대 프랑스어 tor에서 온 것이며, tor는 라틴어인 turris에서 기초한 것이다.

## 역사
동양에서 탑은 불교의 건축물로 원래 석가모니의 진신사리를 모시기 위해 지은 건축물이었다. 이후 부처님의 사리가 여러 지방으로 옮겨지면서 여러 형태의 탑이 만들어졌다. 이들은 대부분 네모난 기단을 다지고 그 위에 봉분에 해당하는 둥근 구조물을 얹고 다시 그 위에 우산 모양의 상륜부를 얹은 당시 인도의 무덤 형태를 따랐다. 이 구조는 탑이 중국으로 전파된 이후에도 그대로 이어졌는데, 중국의 목조건축양식 혹은 벽돌건축양식과 만나 둥근 구조물과 상륜부는 축소되어 탑의 지붕 위에 장식처럼 얹히게 되었다. 이들을 각각 목탑양식, 전탑양식이라 부른다. 이러한 방식의 탑이 중국에서 한국으로 전해졌고 이 두 양식이 혼합되어 만들어진 양식이 석탑이다.
서양에서 처음에는 바빌론의 탑이라 불리는 메소포타미아의 지구라트나 피라미드처럼 종교와 관련된 목적으로 지었다. 그러나 로마시대로 접어들면서 방어 목적으로 각탑을 설치하였고, 중세에는 고딕 건축의 영향을 받아 높고 뾰족하게 지은 교회 건축물이 많았다. 또한, 중세에는 군사적 목적으로 세운 탑이 많아졌다. 그리고 현대에는 송전탑과 라디오나 텔레비전 방송과 전화를 목적으로 한 통신용 탑 등이 등장하였다.

## 분류

### 기능
|  |  |  |  |

1.신앙의 매개체로서의 기능
앞서 말했듯이 동양에서 세워진 탑들은 기본적으로 탑의 내부에 사리를 봉안하며 스투파의 형태를 모방하고 있는데, 이는 석가모니를 기념하고 그를 따르고자하는 사상이 드러난 것이다. 그런 만큼 탑을 건축한다는 것은 불교의 사상에 있어서 중요한 요소였다.
불교 이외의 종교에서도 탑이 나타나는데 이슬람교의 건축물인 모스크의 옆에 지어지는 미나렛은 이슬람 율법에서 정한 하루 다섯 번의 기도의 시각을 알려주는(아잔이라고 한다.) 장소로서 중요한 역할을 맡고 있다.
또 서양의 교회 건축에 쓰인 탑 또한 천상과 지상을 이어주는 매개체 역할로서 작용하였다.
2.기념물로서의 기능
종교의 색채가 희미해지는 근대에 들어서게 되면 에펠탑과 같이 , 건국 등 다양한 이유에서 무언가를 기념하기 위해 탑을 짓기 시작했다. 특히 현대에 들어서는 랜드마크로서 건축되기도 했다.
3.정보전달로서의 기능
1번에서 언급한 것과 같이 미나렛이나 서양의 탑 에서는 사람의 목소리, 종과 같은 것 등으로 시각을 알리는 기능을 가지고 있었다. 근대에 들어서는 빅 벤과 같은 시계탑 또한 만들어졌으며 현대에 들어서는 CN 타워와 같이 라디오나 텔레비전의 전파를 중계하기 위한 전파탑이 만들어졌다.
4.감시, 전망으로서의 기능
성과 같은 군사목적의 건물 옆에 지어진 탑들은 적이 성에 접근하는 것을 감시하기 위해 지어졌다. 현대에 들어서는 전망을 위해서 높은 탑을 짓는 경우도 생겨났다. 공항의 관제탑 역시 이와 같은 목적으로 지어졌다 할 수 있다.

### 재료
탑의 건립 시기와 목적, 장소 설립 주체가 다양한 만큼 탑을 구성하는 재료 또한 다양하다. 고대에는 나무, 구운 벽돌, 돌을 이용하여 만들었다. 돌로 건축할 때 대부분은 화강암을 사용하는 것이 일반적이었지만 때로는 안산암이나 점판암등을 사용하기도 했다. 현대에는 주로 철이나 콘크리트 따위를 이용한다.

## 나라별 탑

### 한국
한국의 탑은 주로 불교의 영향으로 지어지기 시작했다. 기존에 목탑형식과 전탑형식의 탑이 중국에서 전래되었는데 이 두 양식은 한국에서 각각 황룡사 구층목탑, 분황사 모전석탑의 형식으로 현지화되었다. 이후에 통일신라 시기에는 삼국의 문화가 융합되며 그 문화가 전성기를 이루기 되는데 이시기에 한국 고유의 석탑양식이 완성되게 되며. 그 대표적인 예가 그 대표적인 예가 불국사 삼층석탑의 탑이다. 석탑양식은 고려까지 계속 이어졌고 고려 중기 이후 원의 영향으로 경천사지 십층석탑 등이 만들어졌다.
이렇게 사찰의 건축물로서 지어졌던 탑도 있지만 민간에서 단순하게 주변에 있던 돌을 쌓아 올려 만든 돌탑도 있다. 소박하게 만들어진 이런 돌탑들은 토속신앙과 관련이 깊어 서낭신을 모시는 서낭당과 가까이 있는 경우가 많았으며, 기복의 용도로 이용되었다. 한국의 불탑은 중국과 일본에 비해 그 규모가 작은 편이다. 이는 오랜 전란으로 인한 문화재의 훼손이 잦았고, 조선의 숭유억불 정책으로 인해 의도적으로 사찰을 파괴하는 경우가 많았기 때문이다.
백제와 신라의 경우 형태상으로는 4각형이 많았지만, 고구려는 8각형 탑이 주로 지어졌다. 이러한 양식은 당시 중국에서 4각형 양식의 불탑이 중심이었고, 이러한 양식이 백제와 신라를 걸쳐 왜국에까지 전파되어 당시 동아시아 세계에서 보편화된 양식인 것과 달리 대단히 이례적인 사례이다.
신라의 경우 인평(仁平) 시기에는 웅장한 양식이 주로 지어졌다. 당시 지어졌던 황룡사 9층 목탑이 무려 81미터의 높이를 자랑하고 있다. 이러한 높이는 당시 낙양 영녕사 다음으로 동아시아에서 지어진 2번째로 높은 건물로서, 현재 중국에서도 80미터 이상이 되는 불탑이 손꼽힐 정도로 드문 것을 생각하면 엄청난 높이이다. 분황사 또한 전면 복원하였을 경우 41미터 혹은 48미터에 달한다고 한다. 이들 불탑은 중국에서 유행한 4각형 양식을 띄고 있다. 그러나 통일 이후에는 이러한 거대한 불탑 대신 소박한 불탑이 지어졌는데 대표적인 것이 감은사와 불국사이다. 감은사의 높이는 13미터이고 불국사 3층 석탑의 높이는 고작 10미터로서, 이전 시대에 지어진 불탑과 비교해 그 크기가 작은 편이다. 통일 신라에서는 4각 3층 불탑이 보편화되었다. 발해는 독자적인 양식을 추구했던 고구려와 달리 당나라의 영향을 받아 4각탑이 주로 지어졌다. 대표적인 것이 발해 영광탑이다.
고려에서는 이러한 양식에서 벗어나 5층, 7층, 혹은 4각 양식에서 벗어나 8각형 불탑 또한 지어졌다. 대표적인 사례가 평창 월정사 팔각구층석탑이다. 이러한 양식은 당대 유행했던 송나라 양식 혹은 이전 고구려에서 유행했던 8각형의 불탑의 영향을 받은 것으로 추정되고 있다. 그러나 몽골 제국의 침략으로 인해 상당수의 문화재가 파괴되었는데 이로 인해 한국의 불탑은 큰 타격을 받았다.
조선에서는 검약한 기풍을 중시하였기 때문에 건축 문화가 전반적으로 발전하지 못했다. 거기다가 숭유억불 정책과 이에 영향을 받은 유림들에 의해 기존의 사찰을 파괴하는 만행을 저질렀기 때문에 불탑이 이전 시대에서 크게 발전하지 못하였으나, 조선 후기에 들어 상공업의 발달 등으로 보은 법주사 팔상전 등이 지어졌다.

### 중국

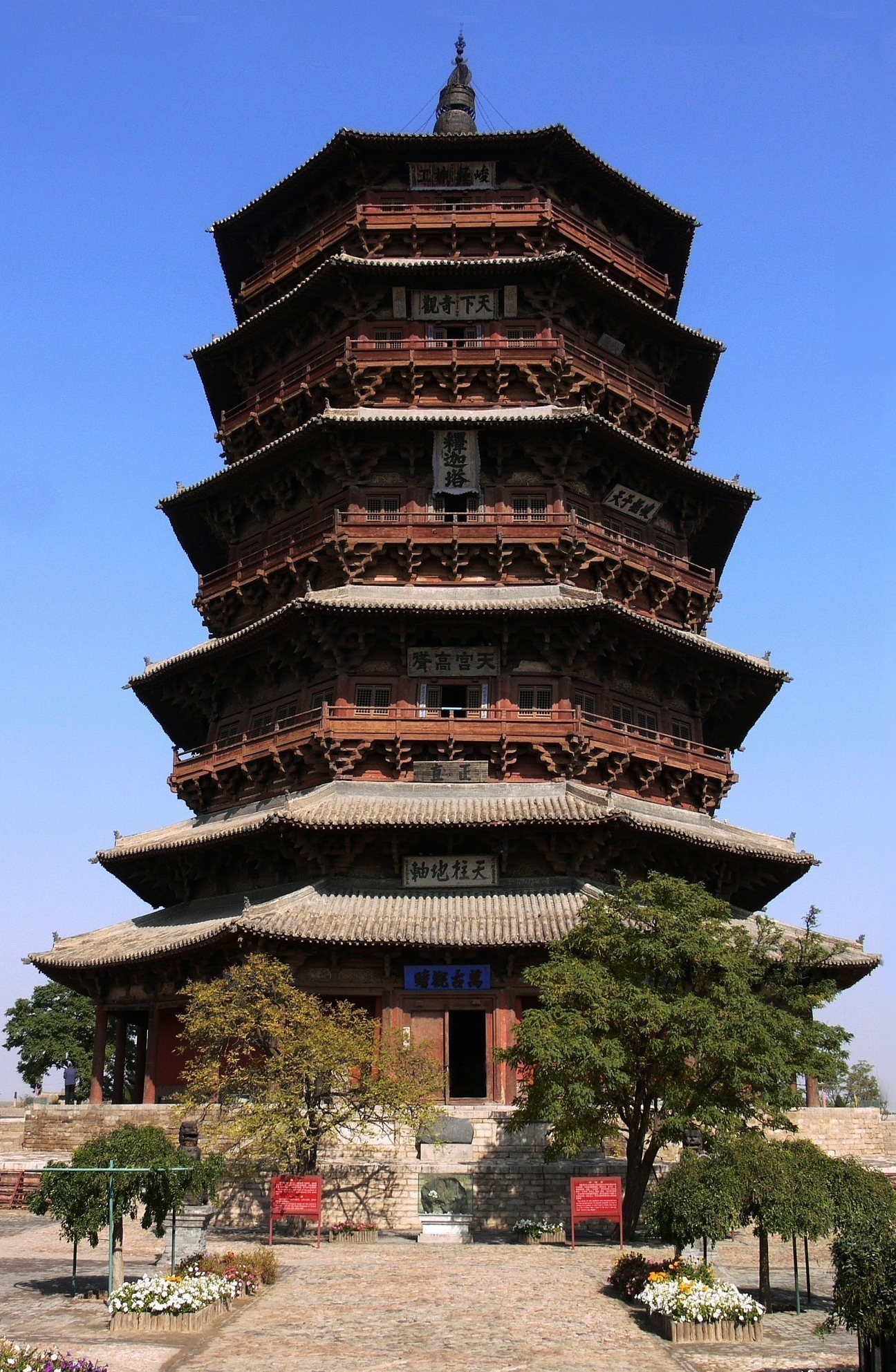
应县木塔, 응현목탑

중국에서 불탑의 건립은 삼국시대(3세기 경)에 시작된다. 후한 명제 이후 비단길을 통해서 서역으로부터 불교를 전래받은 중국은 기존의 누정 건축으로 인도의 스투파를 재현하였으며 반구형 중심이었던 인도와 다른 방식으로 탑을 건립하였다. 불교 전래 이전에 중국에서 종교의 역할을 했던 건 주로 도교였다. 도교에서는 신선이 사는 하늘을 이상화하여 하늘을 향해 솟아있는 건축물을 지었는데 이것이 바로 누각이다. 또한 2층 이상 높이 쌓은 누각과 달리 신선의 휴식처를 상징한 작고 아담하게 지은 정각이 있다. 이러한 도교에서 비롯된 누정의 건축물은 중국식 불탑 양식에 큰 영향을 끼쳤다. 이와 같은 탑의 양식은 이후 불교의 전래와 함께 동아시아 국가인 한국과 일본으로 전래되었다. 그러나 인도의 스투파와 같이 사리를 봉납하는 기능은 지속되었다.
삼국 시대에는 손권이 불교를 숭배하여 동오 시절에 불탑을 짓기 시작하였으며 이후 남북조시대에는 윈강 석굴, 둔황 석굴과 같은 곳에서 불교가 융성했으며 탑 역시 이 지역에서 건립되었다. 북위의 수도 낙양에 지어진 영녕사 목탑은 문헌상 최대 높이의 목탑이었다. 기록상 100장이라고 하는데, 현대 미터법으로 환산할 시 200미터가 넘는다고 한다. 다만 당대의 기술력 상 불가능하다는 이야기도 있다고 한다. 이후 수나라 때 황실이 불교를 숭배하고 당나라시기에 널리 퍼지게 되면서 불탑의 건립이 중국 전역에 걸쳐서 일어나게 된다. 이러한 불탑의 건립은 오대 십국 시대에도 마찬가지로 지속되었다. 이후 송나라가 세워지고 중국의 경제력이 강화되었다. 특히 금나라에게 중국 북부를 뺏기면서 강남지역의 개발이 이루어지는데 이와 같이 절의 건립도 크게 일어나 탑 역시 많이 건축되었다. 8각형 양식으로 대표되는 송나라의 불탑은 현재까지 중국의 보편적인 탑 양식으로 자리매김하게 되었다. 이후 몽골에 의해 정복당한 후 세워진 원나라시기에는 라마교의 영향으로 라마교 양식의 사찰이 지어지기 시작했다. 이러한 라마교 양식의 사찰은 청나라 황실이 라마교를 숭배함에 따라 북경과 내몽고 등 북부 지역에서 주로 지어졌다.
중국의 불탑은 양식에 따라 여러 가지로 나뉜다. 가장 많은 비중을 차지하는 양식은 누각식(樓閣式) 불탑이다. 누각식 양식은 요녕성과 자치구 등 일부 지역을 제외하고 가장 높은 비중을 차지하고 있다.  중국의 누각식 불탑은 도교의 누각 양식을 본따 지어졌다. 누각식 탑은 내부 계단을 통해 꼭대기까지 올라가서 먼 곳을 조망할 수 있어서 군사적 용도로 인해 지어지기도 했다.
중국의 불탑 중에서 두 번째로 많은 비중을 차지하고 있는 양식은 밀첨식(密檐式) 불탑이다. 밀첨식이란 처마(檐)가 빽빽히(密) 모여 있는 양식으로, 누각식과 달리 내부 계단이 없어서 많아봐야 1층에서 2층 정도까지밖에 올라갈 수 밖에 없다. 또한 누각식에 비해 1층이 매우 높고, 1층과 기단 사이의 공간에 부처와 여러 장식을 조각하였다. 밀첨식 불탑은 요녕성에서 가장 높은 비중을 차지하고 있는 양식이며, 이외에도 하남성, 하북성, 섬서성에 약 20여 구 이상 있다. 화남 지역에서는 사천성에 20여 구 이상 있다. 이러한 밀첨식 양식이 유행하기 시작한 시기는 거란과 송대이며, 이후 명청 시기에도 일부 지어지기 했다. 거란에서 지어진 밀첨식 불탑은 요녕성, 내몽고 자치구, 섬서성 등에 분포하고 있으며, 송이 지은 밀첨식 양식은 하남성, 하북성, 섬서성, 사천성 등에 분포하고 있다.
누각 말고도 도교의 전통 건축 양식 중에서 정자의 양식을 본따서 지어진 정각식(停閣式) 불탑은 누각에 비해 그 크기가 작았기 때문에 주로 승탑으로 지어졌다.
원나라 대부터 유행하기 시작한 라마교 양식의 불탑으로는 복발식(覆鉢式)과 금강보좌식(金剛寶座式)이 있다. 복발식의 경우 그릇을 엎어 놓은 듯한 탑신을 쌓고 그 위로 탑찰을 쌓은 전통적인 토번 양식이다. 금강보좌식의 경우 탑 위에 또 다른 탑을 쌓은 라마교의 불탑 양식이다. 이들 불탑은 주로 티베트 자치구에 분포하고 있지만 북경 및 북중국에도 원나라, 청나라 황실이 라마교를 숭배함에 따라 지어져 일부 분포하고 있다.
이외에도 운남성 일부 지역에서는 소승 불교를 숭배했던 동남아시아 양식의 불탑이 존재하고 있다. 중국에서 이러한 양식을 태족식(泰族式) 불탑이라고 부른다. 태족식 불탑은 반구를 엎어놓은 전통적인 인도식 불탑 양식에 위로 갈수록 좁아지는 뾰족한 기둥을 세운 전형적인 소승 불교 양식을 취하고 있다.
중국의 불탑은 시기에 따라 그 양식을 달리하고 있다. 남북조 시대와 당나라 시기에는 4각형 불탑이 유행하였으나, 당말 대부터 등장한 6각형, 8각형 불탑은 송나라대부터 보편화되기 시작하여 8각형 불탑의 경우 현재 중국 불탑의 가장 높은 비중을 차지하고 있다.

### 일본

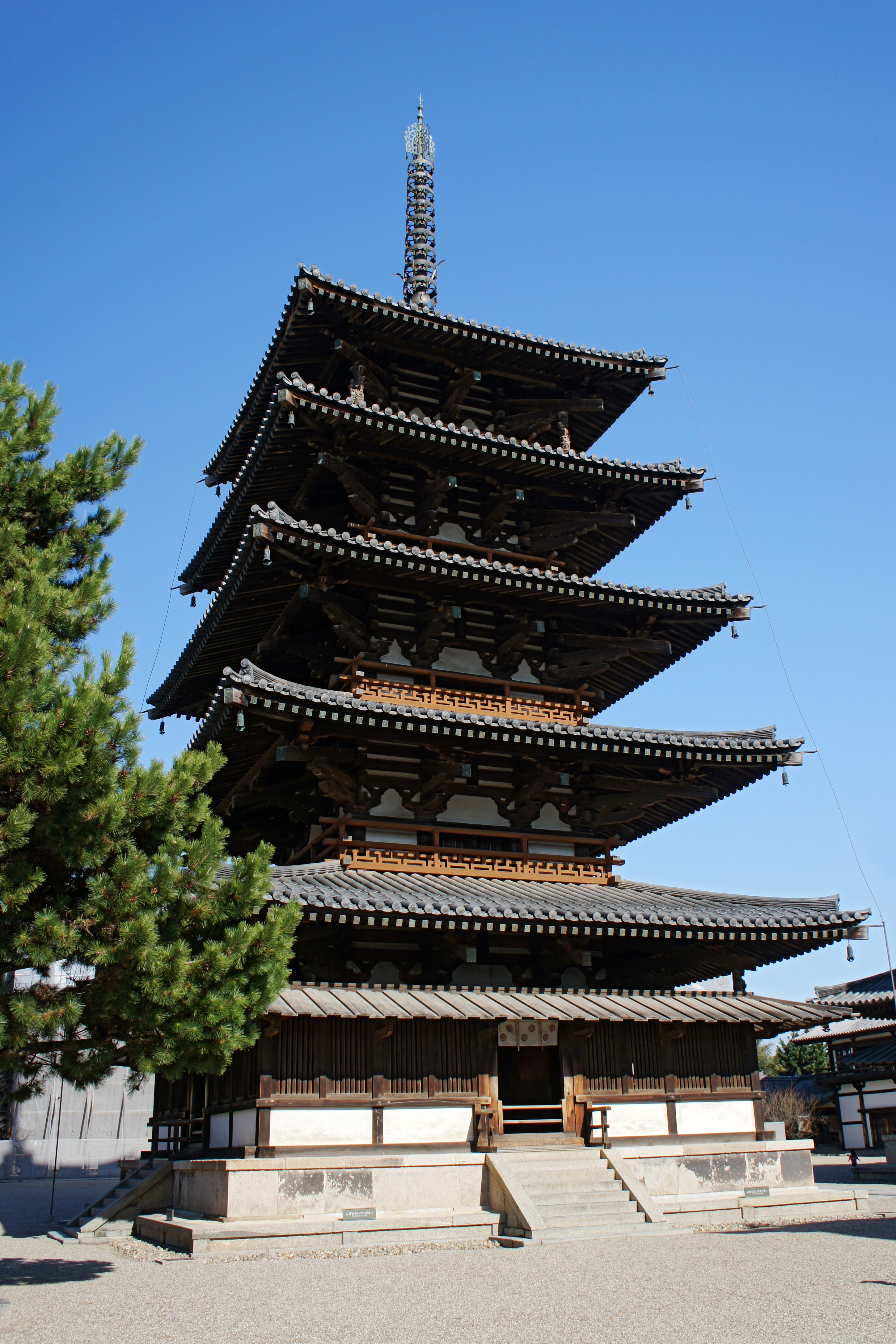
호류사의 오층목탑, 일본 최고(最古)의 목탑

일본은 나무가 많은 산지지형이었으며 외세의 침략이 드믐 등 여러요인에 의해서 중국에서 전래된 목탑형식이 지속해서 유지되었다. 대개 탑은 삼층과 오층으로 이루어져 있으며 탑의 형태는 사각형의 누각형태였다. 탑의 가운데에는 나무기둥인 심주가 있고 심주의 아래에 사리를 묻었다. 이러한 탑의 건립은 불교를 받아들인 6세기부터 시작하여 절이 전국적으로 퍼져나감에 따라서 점차 융성해져 센고쿠 시대와 같은 후세에도 계속해서 탑의 건립이 시도되었다. 목탑의 특성상 화마와 전쟁, 자연재해에 취약할 수 밖에 없는데 계속적으로 증축과 복원을 통해서 탑을 유지시켰다.
이러한 삼층, 오층목탑 이외에도 돌로만든 오륜탑, 각이 없는 무봉탑등 다양한 형태의 탑이 건립되었다.

## 같이 보기
- 분류:탑
- 탑 목록